# Gerhard Bednarski
Gerhard Bednarski (* 7. August 1922 in Berlin; † 10. Januar 2009 in Hannover) war ein deutscher Journalist, Redakteur sowie niedersächsischer Landesvorsitzender der Deutschen Friedens-Union (DFU).

## Leben
Bednarski war der Sohn des Kaufmanns Erich Bednarski und dessen Ehefrau Betty (geborene Dorin). Er besuchte die Bessel-Oberschule in Königsberg in Preußen, die er 1941 mit dem Abitur abschloss. Anschließend wurde er Volontär bei der Preußischen Zeitung und fungierte von 1941 bis 1945 als Hauptschriftleiter des Natanger Tageblatts in Heiligenbeil in Ostpreußen. Ihm gelang die Flucht über das Haff und die See und er war von 1945 bis 1948 Pfarrgehilfe der Religionsgemeinschaft Freier Protestanten Alzey zu Thüste. Seit 1948 war er als Journalist in Hannover tätig. Er wurde Redakteur und Mitarbeiter mehrerer Vertriebenen-Zeitungen und arbeitete als Pressereferent beim niedersächsischen Bund der vertriebenen Deutschen (BvD). Er betätigte sich unter anderem als Redakteur der Parteizeitung Reichsruf der Deutschen Reichspartei. Im Januar 1955 erschien in Hannover erstmalig das Hannoversche Echo, das kurz darauf die Leserschaft des Ruf, eines ehemaligen Organs des Bundes der Heimatvertriebenen und Entrechteten (BHE), übernahm und unter dem Titel Der Ruf – Hannoversches Echo erschien. Als Chefredakteur dieser Zeitung hielt Bednarski das Blatt von Anfang an auf neutralistischem Kurs und unterstützte bis zur Einstellung dieses Blattes im Jahr 1961 diese Bestrebungen innerhalb und außerhalb der Bewegung der Heimatvertriebenen. Im Jahr 1957 war er Mitbegründer der „Arbeitsgemeinschaft für deutsche Politik“ und 1958 der „Gesamtdeutschen Union“ (GU). Ab 1960 war er als Mitarbeiter der „Gesamtdeutschen Arbeitsgemeinschaft“ (GA) und wurde Vorsitzender der „Internationale der Kriegsdienstgegner“ (IdK) in Hannover. Anschließend wurde Bednarski 1961 Mitbegründer der „Deutschen Friedens-Union“ und deren niedersächsischer Landesvorsitzender. Bednarski gab ab Oktober 1961 den Neuen Ruf für die niedersächsische DFU heraus. Im Jahr 1962 wurde er gemeinsam mit dem Redakteur Rolf Kinder von der 3. Strafkammer des Landgerichts Braunschweig zu je 300 D-Mark Geldstrafe verurteilt. Sie hatten in der Zeitschrift Der Ruf einen Beitrag verfasst, durch den sich der Bonner Kanzler Konrad Adenauer und sein Bundesminister der Verteidigung Franz Josef Strauß beleidigt fühlten. Im April 1963 wurde er aus der DFU ausgeschlossen und das Erscheinen der Zeitschrift wurde eingestellt. Er engagierte sich nun in der 1961 entstandenen „Vereinigung Deutsche Nationalversammlung“ (VDNV) und gehörte 1965 zu den Gründungsmitgliedern der „Aktionsgemeinschaft Unabhängiger Deutscher“ (AUD). Gegen Ende des Jahres 1964 scheiterte sein Versuch, die Zeitung unter dem Titel Niedersachsen-Ruf fortzuführen, und er zog sich aus der Politik und von seiner journalistischen Tätigkeit zurück. Er war für einige Zeit auch als Angestellter für die Stadt Neustadt am Rübenberge tätig.

## Engagement und Werke
Bednarski war Schriftleiter des Natanger Tageblattes sowie erster Schriftleiter des Ostpreußenblattes Wir Ostpreußen. Er war Mitglied und stellvertretender Leiter des Verdener Kreises, der bis zum Kriegsende 1945 bestand. Auf der ersten Dichterlesung des Verdener Kreises, die am 12. Mai 1942 in Königsberg stattfand, trug Bednarski Gedichte und Erzählungen der Mitglieder vor.
- Als Chefredakteur: Der Ruf – Zeitung für das wiedervereinigte Deutschland.
- Die Idee von Verden: der „Verdener Kreis“ als ihr Träger und Vollender (= Aufsätze zum deutsch-germanisch-nordischen Gedanken.) Friedrich Mahnke, Verden [1934].
- Aufruf zum Einheitsfront aller artgläubigen Deutschen. In: Nordische Zeitung. Juni 1940.
- Durchbruch zum Deutschen Glauben: Ein Kampfruf an Deutschland! Gedanken e. Nationalsozialisten zum dt. Glaubenskampf. Friedrich Mahnke, Verden 1941.
- Allerlei Buntes ut dem Niestädter Land. Frerk, Neustadt 1999.
- Weites Neustädter Land zwischen Leine und Steinhuder Meer. Frerk, Neustadt 2003.

Bednarski war bis zu seinem Tod Geschäftsführer des Volksbunds Deutsche Kriegsgräberfürsorge.

## Familie
Am 17. Dezember 1945 heiratete Bednarski Walheide Lotte Felicitas (geborene Jungklaass oder Jungklaaß, geboren am 30. Mai 1923), mit der er drei Kinder hatte. Seine Frau arbeitete später als Lehrerin in Hannover. Sie besuchte das Bismarck-Oberlyzeum zu Königsberg in Preußen, wo sie 1942 ihre Abiturprüfung ablegte. Anschließend war sie im Reichsarbeitsdienst in Südostpreußen eingesetzt und machte 1943 einen Abschluss als Stenotypistin an einer kaufmännischen Privatschule. Es folgten 1944 ein kaufmännisches Praktikum in Königsberg und ein landwirtschaftliches Praktikum auf „Gut Kurschen“ (Kreis Tilsit). Ab 1944 war sie in der Werft Schichau-Werke in Königsberg kriegsdienstverpflichtet. Am 30. Januar 1945 flüchtete sie über den Seeweg und trat einen Hilfsdienst beim DRK in Thüste (Kreis Hameln) an. In den Jahren 1950 bis 1956 war sie als Büroangestellte in Hannover tätig und absolvierte 1962 Lehrerinnenexamen.
- Wolfram Hartmut Gerhard Bednarski, 26. Januar 1947
- Irmingard Erika Walheide Bednarski, 26. September 1948
- Freya Heidelind Gerhild Bednarski, 29. April 1957

Am 4. November 1957 wurde das Paar vor dem Landgericht Hannover geschieden. Bednarski verheiratete sich am 21. Februar 1958 erneut. Seine geschiedene Frau nahm ihren Mädchennamen wieder an.